# Платенсе (Вісенте-Лопес)
«Клуб Атлетіко Платенсе» або просто «Платенсе» (ісп. Club Atlético Colón) — професіональний аргентинський футбольний клуб з міста Флорида, у північній частини провінції Великий Буенос-Айрес. Журналіст Паласіо Зіно назвав клуб «Кальмаром», оскільки переміщення гравців команди нагадали йому рухи «кальмара у чорнилі».
Незважаючи на те, що в клубі функціонують секції з різних видів спорту, «Платенсе» відомий, переважно, завдяки футбольній команді. Незважаючи на виліт з Прімера Дивізіону 1999 року, клуб все ще входить до Топ-20 Турнірної таблиці Прімери всіх часів. Зараз команда виступає в Прімері Б Насьональ, другому дивізіоні чемпіонату Аргентини.

## Історія

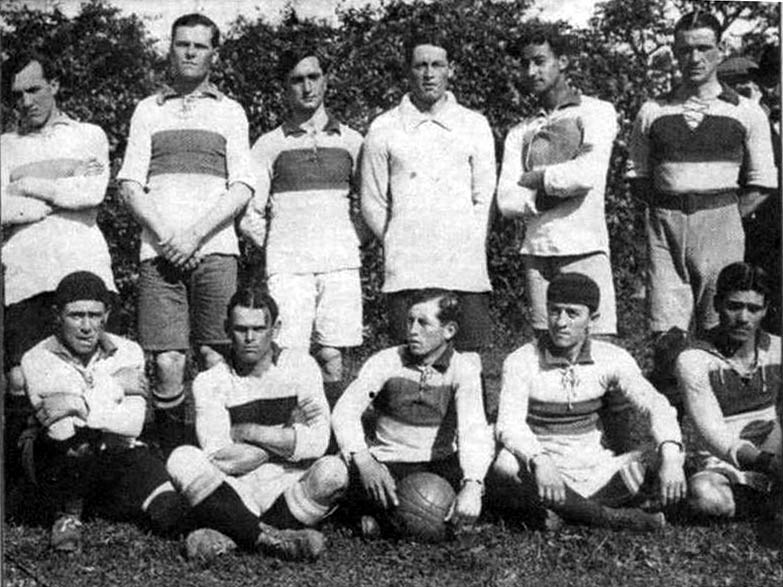
Гравці команди «Платенсе» (1913)

Клуб засновано 25 травня 1905 року. У період з 1956 по 1964 рік та з 1972 по 1976 рік виступав у другому дивізіоні чемпіонату Аргентини. У 1976 році команда виграла Прімеру Б та вийшла до еліти аргентинського футболу, Прімера Дивізіону. Клуб отримав культовий статус наприкінці 1970-х років, оскільки неодноразово уникав пониження в класі завдяки серії «чудес останнього дня» (вибували інші команди, такі як «Темперлей», перемагаючи їх у вирішальних матчах за право збереження місця в еліті аргентинського футболу). «Платенсе» вдавалося зберігати своє місце у вищому дивізіоні до 1999 року, після чого команда залишила Прімера Дивізіон.
Виліт з еліти аргентинського футболу ознаменував початок занепаду команди: наприкінці сезону 2001/02 років «Платенсе» потрапив до регіонального третього дивізіону, Прімери Б Метрополітано. 17 травня 2006 року «Платенсе» виграв свій другий чемпіонський титул і повернувся до Насьоналя Б. Проте вже 8 травня 2010 року «Кальмар» гарантував собі повернення до третього дивізіону. 2 травня 2018 року Платенсе обіграв «Естудьянтес де Касерос» й виграв Прімеру Б Насьональ, завдяки чому напряму потрапив до другого дивізіону аргентинського чемпіонату.
Головною зіркою команди всих часів залишається Давід Трезеге, який після 5-ти зіграних матчів в аргентинській Прімері перебрався в «Монако». 
Фанів «Платенсе» можна знайти у містечках Вісенте Лопес, Олівос та Флорида (усі вони є частиною Вісенте Лопес Партідо), а також у мікрорайонах Вілла-Уркіза та Сааведра. Клуб також цитується у книзі Біоя Касареса «El Sueño de los héroes» («Мрія героїв» ISBN 0-7043-2634-5). Серед найвідоміших уболівальників виділяються співак музики Танго Роберто Гойєнече та британський автор Кріс Мосс.

## Досягнення
- Прімера Дивізіон
  -  Срібний призер (1): 1949

- Прімера Б Метрополітано
  -  Чемпіон (3): 1976, 2005/06, 2017/18

### Рекорди та рекордсмени
- Найбільша перемога: 8:0 над «Аргентіно де Кільмес»
- Найкращий бомбардир клубу: Даніель Вега (77 голів)
- Найбільша кількість зіграних матчів у футболці клуб: Енріке Топіні (1959—1973), 324 матчі
- Сезонів у Першому Дивізіоні: 73
- Сезонів у Другому дивізіоні: 24
- Сезонів у Третьому дивізіоні: 12

## Еволюція форми
|      |
| 1905 |

|                        |
| 1912*-теперішній час 1 |

|      |
| 1922 |

|      |
| 1952 |

|         |
| 1953–55 |

|                      |
| 1986–87, 2012 виїзна |

|         |
| 1988–89 |

|         |
| 1989–90 |

|         |
| 1990–91 |

|         |
| 1996–97 |

- 1 Вважався «традиційною» формою команди й використовувалася найтриваліший період часу.

## Відомі гравці
До списку потрапили футболістих, про яких існує стаття в українській вікіпедії
- Ернесто Альбаррасін
- Фабіан Басуальдо
- Ернесто Беліс
- Клаудіо Боргі
- Хорхе Бореллі
- Альберто Маріо Гонсалес
- Марсело Еспіна
- Луїс Іслас
- Фабіан Канселарич
- Марсело Карраседо
- Хуліо Коцці
- Анхель Амадео Лабруна
- Хуан Карлос Муньйос
- Луїс Охеда
- Мартін Пандо
- Рубен Ектор Соса
- Нестор Тоньєрі
- Хуан Карлос Фонда
- Хосе Чатрук
- / Раймундо Орсі
- / Рубен Оскар Вальдес
- Карлос Борхес
- Давід Трезеге
- Мануель Флейтас Соліч

## Відомі тренери
- Карлос Бабінгтон
- Педро Дельяча
- Марсело Еспіна
- Владислао Кап
- Едуардо Лухан Манера
- Педро Монсон
- Андрес Прієто